# Mercer County, Kentucky
Mercer County är ett administrativt område i delstaten Kentucky, USA, med 21 331 invånare. Den administrativa huvudorten (county seat) är Harrodsburg. 

## Geografi
Enligt United States Census Bureau så har countyt en total area på 656 km². 650 km² av den arean är land och 6 km² är vatten. 

### Angränsande countyn
- Anderson County - norr
- Woodford County - nordost
- Jessamine County - öst
- Garrard County - sydost
- Boyle County - söder
- Washington County - väst